# Болдин, Николай Иванович

Николай Иванович Болдин (4 июня 1930—2001) — мастер спорта СССР (1955), заслуженный тренер СССР и РСФСР по греко-римской борьбе. Судья всесоюзной категории.
Многократный призер Чемпионатов СССР (1955, 1957 г.) в полусреднем весе. Окончил ГАФК им. П. Ф. Лесгафта (нынешний НГУ им. П. Ф. Лесгафта).

## Биография
Выступал за СДСО «Буревестник» (Ленинград). В 1956-м году, Комитетом по физкультуре и спорту, присвоено звание мастера спорта по классической борьбе. В дальнейшем являлся тренером СДСО «Буревестник» (Ленинград), а также сборных команд Ленинграда, Болгарии, Индонезии, Италии.
Председатель тренерского совета Ленинграда с 1964—1968 г. Преподаватель, старший преподаватель, доцент кафедры борьбы ГАФК им. П. Ф. Лесгафта (нынешний НГУ им. П. Ф. Лесгафта).
Ученики: Анисимов Валерий Владимирович, Неробеев Юрий Николаевич, Вайнберг Александр Ирмович.